# Люй Бувей
Люй Бувей (спрощ.: 吕不韦; кит. трад.: 呂不韋; піньїнь: Lǚ Bùwéi; народився прибл. у 291;— 235 до н. е.) — культурний і політичний діяч, канцлер царства Цинь Цинь, ініціатор першого проєкту з уніфікації інтелектуальної спадщини доімперського Китаю (див. Аннали Люй Бувея). За версією Сима Цяня саме він є справжнім батьком імператора Цінь Шихуана.
Його біографія досить докладно описана в «Історичних записках» Сима Цяня. Люй Бувей спочатку був багатим купцем із царства Вей, поступово наближався до царського двору, і включився в придворні інтриги, став канцлером (ченсяном) і якийсь час розпоряджався справами держави і престолу. Він допоміг Чжуансян-вану зайняти трон, хоча той спочатку не володів на це особливими правами. Для цього Люй Бувей його спонсорував грошима і складним способом умовив бездітну головну наложницю усиновити його.

## ДопомогаЧжуансян-ванустати спадкоємцем престолу
За описом Сима Цяня, Люй Бувей походив із повіту Пуян провінції Хенань, що був у III ст. до н. е. на території царства Вей. Згодом він став великим торговцем у місті Янді, що входить, за сучасним адміністративним поділом, до складу повіту Юй провінції Хенань, а в період Чжаньґо(403—221) колишньому столичним містом царства Хан.
Роз'їжджаючи в комерційних справах, Люй Бувей зумів накопичити значний капітал, за словами Сима Цяня, «тисячу золотом». Однак мріяв він не про багатство, а про владу. Погляд його повернувся в бік царства Цінь, яке, аж ніяк не бувши розвиненим у культурному плані, проте, через низку причин, уявлялося найбільш перспективним об'єктом для людини, яка задумала «об'єднати всі землі Піднебесної».
Політична ситуація в Цінь у той момент складалася таким чином. У 267 р. цар Чжаосян-ван, спадкоємець якого Дао помер заручником у царстві Вей, постав перед проблемою вибору нового престолонаступника, й тільки приблизно за два роки, у 265 р. престолонаступником був, нарешті, призначений старший син Чжао, правитель області Аньго. Середній син аньгоського правителя від другої дружини — І Чжень — був у цей час заручником від Цінь в царстві Чжао. Його мати втратила прихильність правителя Аньго, а життя у Чжао ускладнювалася для нього тим, що Цінь постійно боролося за землі й воювало із Чжао. Утримання царського заручника було досить скромним, що робило його статус у Чжао досить низьким і давало привід для принизливого і образливого ставлення до нього з боку чжаоської знаті.
Люй Бувей, який прибув до столиці Чжао, місто Ханьдань, у справах торгівлі, звернув увагу на тяжке становище онука царя Чжао і вирішив, ризикнувши всім своїм положенням, надати йому підтримку з метою посадити його на цінський трон. Він запропонував І Чженю вирушити від його імені в Цінь із тим, щоб вплинути на всесильну фаворитку царя Чжао, Хуа Ян, і домогтися через неї від Чжао призначення І Чженя спадкоємцем престолу в обхід численних братів. Цзичу розсміявся, помітивши, що спочатку треба б було відкрити дорогу у світ для себе. Люй Бувей цілком серйозно відповів, що для того, щоб просунути себе, він повинен спочатку просунути Цзичу.
Заручившись згодою І Чженя, Люй Бувей віддав йому половину свого статку, з тим, щоб він міг залучити на свій бік видних мандрівних політиків, а другу половину використав на закупівлю дивовижних штучок для пані Хуа Ян. Прибувши в Цінь, Люй Бувей почав діяти через сестру Хуа Ян, від імені Цзичу підніс великі подарунки головній наложниці наслідного принца Хуаян. Йому вдалося умовити Хуаян усиновити Цзичу і вплинути на спадкоємця престолу Аньго, щоб Цзичу став його головним спадкоємцем серед 20 синів. Люй Бувей тонко зіграв на страху наложниці перед самотністю у старості, коли помре її покровитель. Він пообіцяв, що Іжень як названий син буде піклуватися про неї як про свою матір і вона збереже статус імператриці. Ці аргументи переконали Хуаян і вона вплинула на принца в зазначеному напрямку. Аньго погодився і у вигляді гарантії передав Цзичу вірчу дощечку.

## Наложниця Люй Бувея
Хоча версія Сима Цяня про походження Ін Чжена (імператора Цинь Шихуанді) від Люй Бувея домінувала протягом 2000 років, дослідження професорів Джона Кноблока і Джеффрі Рігеля при перекладі анналів Люйші Чунцю показали невідповідність дати початку вагітності і народження дитини (рік), що дозволило їм дійти висновку про фальсифікацію версії про батьківство Люй Бувей із метою поставити під сумнів походження імператора.
Бувши регентом і канцлером, Люй Бувей підтримував стосунки із вдовою імператрицею Чжао. Згідно Сима Цяню, вони поринули в розпусне життя і організовували справжні оргії. Для розваг Чжао був знайдений Лао Ай, якого вона як вдаваного євнуха поселила у своїх покоях. У 238 році імператору донесли, що Лао Ай зовсім не євнух, і в нього з Чжао є вже двоє синів. У результаті розслідування весь рід Лао Ая був страчений, а у 237 році Люй Бувей був знятий із поста канцлера і відсторонений від двору. Проте його активно відвідували чиновники.
Приблизно через рік імператор, бачачи активність навколо Люй Бувея, злякався, що він готує бунт, і написав йому знущальний лист, вказуючи, що його заслуги не відповідають його утриманню з боку двору, і наказав йому вирушити на заслання в царство Шу. Люй Бувей злякався подальших переслідувань і страти і наклав на себе руки, випивши отруєне вино.

## «Люйші Чуньцю»
«Люйші Чуньцю», або «Весни і осені пана Люя» пам'ятка, складена при дворі цінского сановника Люй Бувей (? — 235 до н. е.), являє собою значне явище китайської літератури, «трактат, що втілив усі найкращі досягнення тодішньої філософської і політичної думки».
За обсягом і багатством вмісту матеріалу «Люйші Чуньцю» належить до розряду творів синкретичного характеру, що містять суму відомостей з області історії, політики, філософії, військової справи, землеробства, прикладних мистецтв тощо. Досить сказати, що текст «Люйші Чуньцю» в його сучасному вигляді налічує сто тисяч чотири знаки.
«Люйші Чуньцю» в його сучасному вигляді складається із трьох великих частин. Це — «Дванадцять замет», «Вісім оглядів» і «Шість суджень». Кожна частина ділиться відповідно на дванадцять, вісім і шість книг. У першій частині кожна книга складається з п'яти глав; у другій — із восьми, за винятком першої книги, що містить сім глав; у третій — із шести. Окрему главу становить так звана «Післямова». Її розташування в тексті пам'ятці («Післямова» слідує безпосередньо за «Дванадцятьма помітили») породжувало різні точки зору на початковий порядок частин. Так, частина дослідників вважали, що порядок перерахування частин у Сима Цяня, а саме — «Огляди», «Судження», «Замети» — відображає первинний вигляд тексту, тоді як сучасний порядок, прийнятий у ряді видань, і зокрема використовувався нами «Зборах творів філософів», відходить до часу Східної Хань (25-220 рр.).
Три частини «Люйші Чуньцю» — «Дванадцять замет», «Вісім оглядів», «Шість суджень» — включають відповідно шістдесят, шістдесят три і тридцять шість глав.